# Reserva natural especial de Azuaje
La reserva natural especial de Azuaje es un espacio natural protegido localizado en un tramo del barranco de Azuaje, situado al norte de Gran Canaria, Canarias, España, que recorre en dirección sur-norte la comarca agrícola de las medianías. El barranco separa los municipios de Firgas y Moya, por lo que el espacio protegido de 61,1 ha se encuentra integrado entre ambos términos municipales.

## Toponimia
El barranco de Azuaje se llamaba originalmente Barranco de Aumastel, ya que desembocaba en la ensenada del puerto del mismo nombre, en la Costa de Layraga. El nombre Aumartel o Aumastel, de origen  prehispánico, fue sustituido progresivamente por el de Soage, Azuage o Azuaje, proveniente de Soaggi, apellido italiano.

## Descripción
Azuaje es una espacio natural protegido de 61,1 ha. Forma parte desde 1987 del parque rural de Doramas y ha sido reclasificado con la aprobación el 16 de noviembre de 1994 de la Ley de Espacios Naturales como reserva natural especial. Es un tramo de uno de los barrancos más importantes y de mayor belleza paisajística del norte de Gran Canaria. Posee elementos de gran valor arquitectónico, etnográfico y arqueológico, como son las aguas y el edificio del antiguo Hotel-Balneario de Azuaje, molinos hidráulicos y los Grabados de Guadalupe, de origen prehispánico. Este balneario nació por la presencia de la Fuente Santa, punto de origen de aguas mineromedicinales. 
En este espacio natural protegido se encuentra un pequeño curso de agua permanente, que forma un hábitat acuático singular y escaso en Gran Canaria, donde encontramos especies dulceacuícolas que forman una densa sauceda de sauces canarios (Salix canariensis) y con presencia de especies amenazadas del monteverde, además de insectos endémicos y avifauna destacable. Es reseñable además su gran interés paleontológico por la presencia de fósiles que aparecen en distintos lugares de las laderas del barranco.
Forma parte de la Red Canaria de Espacios Naturales Protegidos y de la Red Natura 2000 como Zona Especial de Conservación (ZEC), por albergar hábitats de interés comunitario para la Unión Europea.

## Geología
Este espacio natural de 5 km de recorrido con un desnivel de 160 m dentro de la reserva, ocupa los sectores medio-bajo del barranco de Azuaje, característico por sus elevadas pendientes y su encajamiento del cauce. En el cauce del barranco y al sur de la reserva se encuentran coladas fonolíticas del Ciclo I, el más antiguo del espacio. El espacio en general lo forman coladas basálticas con disyunción columnar junto a brechas volcánicas del Ciclo Roque Nublo, junto a potentes apilamientos de coladas de lava basáltica del Ciclo Post Roque Nublo de bocas eruptivas externas a la reserva. También es destacable la acumulación de aluviones sedimentarios reincididos por el cauce del barranco.

## Flora
Su nombramiento como ZEC se debe a que alberga especies endémicas amenazadas como la crestagallo de Doramas (Isoplexis chalcantha) y por albergar hábitats de interés comunitario como brezales secos macaronésicos endémicos, campos de lava y excavaciones naturales y bosques de laureles macaronésicos. Está además incluido como Zona de Interés Florístico (PIO). 

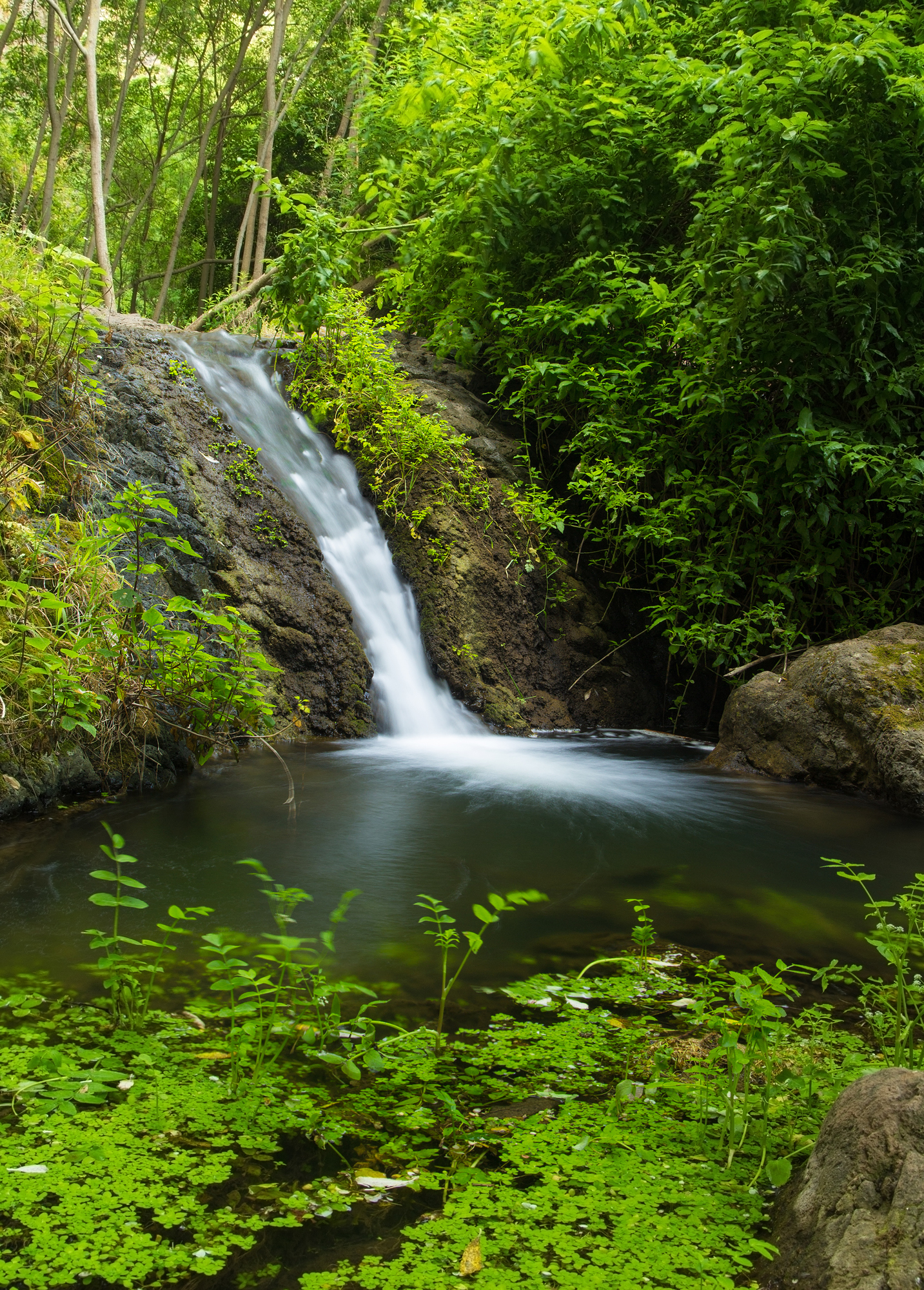
Cascada.

La vegetación se puede dividir en dos zonas diferenciadas: la parte baja entre los 225-300 m s. n. m., donde predominan los cardonales-tabaibales del piso basal y restos del piso termófilo; y la parte alta hasta los 575 m s. n. m. y hasta el fondo del barranco donde predominan las formaciones vegetales asociadas al monteverde y el fayal-brezal, actualmente muy alteradas por la acción antrópica.
En la parte baja de la reserva (sobre los 300 m s. n. m.), destacan especies como el cardón (Euphorbia canariensis), los acebuches (Olea cerasiformis) y matorrales de sustitución por el sobrepastoreo como la tabaiba amarga (Euphorbia regis-jubae) formando poblaciones mixtas en algunos puntos con la invasora caña (Arundo donax) en puntos de mayor humedad. A partir de los 300 m s. n. m. aparecen vegetación más asociada al bosque termófilo con presencia de acebuches, hediondos (Bosea yervamora), dragos (Dracaena draco), peralillos (Maytenus canariensis), granadillos (Hypericum canariensis), palmeras canarias (Phoenix canariensis), almácigos (Pistacia atlantica), lentiscos (P. lentiscus), vinagreras (Rumex lunaria), guaydiles (Convolvulus floridus), taginastes chicos (Echium strictum), entre otros.
A partir de los 400 m s. n. m., empiezan a aparecer formaciones asociadas al monteverde, con relictos de esta vegetación con mocanes (Visnea mocanera), follaos (Viburnum tinuss spp. rigidum), laureles o loros (Laurus novocanariensis), paloblancos (Picconia excelsa), barbusanos (Apollonias barbujana), adernos (Heberdenia excelsa), marmolanes (Sideroxylon canariensis), y los escasos delfinos (Pleiomeris canariensis) y saúcos (Sabucus nigra spp. palmensis). En el sotobosque encontramos a la tacarontilla (Dracunculus canariensis), la crestagallo de Doramas, y las raras rejalgadera (Solanum vespertilio spp. doramae), y el trébol de risco de Broussonet (Dorycnium broussonetii), aparte de la mejor población de la colderrisco de Gran Canaria (Crambe pritzelii). El Cabildo tiene intención de reintroducir el til (Ocotea foetens), desaparecido del área, y de aumentar las poblaciones del raro saúco.
En las áreas más degradadas del monteverde aparece el fayal-brezal, compuesto por la faya (Myrica faya) y el brezo (Erica arborea), junto a árboles como el sanguino (Rhamnus glandulosa), el acebiño (Ilex canariensis), la hija (Prunus lusitanica) y el granadillo. En casi todo el fondo del barranco se desarrolla una frondosa sauceda de sauces canarios junto a cañaverales, juncales y granadillares, además de la zarza común (Rubus ulmifolius). 
La vegetación rupícola de las laderas del barrancos destaca por especies como el helecho batatilla (Davallia canariensis), el helecho polipodio del país (Polypodium macaronesicum), junto al góngaro (Aeonium virgineum), el pastel de risco (Greenovia aurea), el balillo (Sonchus leptocephalus), y en ambientes especialmente húmedos, el helecho culantrillo (Adiantum capillus-veneris).
Ente las especies foráneas presentes en el espacio y de carácter invasor, encontramos a las tuneras (Opuntia spp.) y las piteras (Agave spp.), además de plantaciones de eucalipto rojo (Eucalyptus globulus).

## Fauna

### Fauna vertebrada
En lo que respecta a la fauna vertebrada, podemos destacar entre los reptiles, a los endémicos lagarto gigante de Gran Canaria (Gallotia stehlini), la lisa rayada grancanaria (Chalcides sexlineatus), y el perinquén de Boettger (Tarentola boettgerii). Los anfibios tienen presencia con las introducidas rana verde (Hyla meridionalis) y la rana común (Pelophylax perezii). Una especie que tuvo presencia en este hábitat, actualmente extinguida, fue la anguila (Anguilla anguilla).
La avifauna es entre los vertebrados, la que más destaca en este espacio por su variedad de hábitats. Entre las aves nidificantes que han dejado de hacerlo en la reserva por la presión antrópica es el cuervo canario (Corvus corax canariensis) y donde ha habido retroceso por la caza en especies como el jilguero (Carduelis carduelis parva), el canario (Serinus canarius), el capirote (Sylvia atricapilla heineken), el pardillo común (Carduelis cannabina meadewaldoi), entre otros.
Otras especies que aparecen en este espacio es la abubilla (Upupa epops), el herrerillo (Cyanistes teneriffae), el mosquitero común (Phylloscopus canariensis), el petirrojo (Erithacus rubecula superbus), el pinzón común (Fringilla coelebs canariensis), el bisbita caminero (Anthus berthelotii), la paloma bravía (Columbia livia), la alpispa (Motacilla cinerea canariensis), los escasos chocha perdiz o gallinuela (Scolopax rusticola) y gavilán canario (Accipiter nisus granti). Las rapaces más abundantes son el ratonero (Buteo buteo insularum), el cernícalo canario (Falco tinnuncullus canariensis), la lechuza (Tyto alba alba) y el búho chico (Asio otus canariensis). Este espacio fue el último hábitat del guirre o alimoche (Neophron percnopterus majorensis) del norte de la isla hasta su desaparición hace más de un siglo.
En 2012 por impulso del proyecto LIFE+ y el Cabildo Insular de Gran Canaria, se reintrodujo en este espacio la paloma rabiche (Columba junoniae), extinta en la isla hace más de un siglo. Especies invasoras que compiten en el espacio son el pico de coral (Estrilda astrid) y el pato criollo (Cairina moschata).
De los mamíferos solo mencionar a la naturalizada musaraña gris (Crocidura russula) y el invasor conejo (Oryctolagus cuniculus), introducido en la isla por su valor cinegético.

### Fauna invertebrada
Existe en esta hábitat una alta tasa de variedad y endemicidad de insectos por su carácter higrófilo relacionados con el monteverde. Destacamos los moluscos pulmonados exclusivos de la isla: el Napaeus moquinianus y el Hemicycla glasiana. Los artrópodos están representados por numerosos endemismos insulares. Los arácnidos con los endemismos Hermannia canariensis, Steganacarus guanarteme y Pholcus helenae. Los malacostráceos con el Porcellio ovalis.
La clase de los insectos es la más numerosa: 23 coleópteros endémicos exclusivos de Gran Canaria, un díptero exclusivo de la isla: Dasyhelea nilssoni, y cuatro himenópteros exclusivos: el cazarañas (Arachnospila consobrina fortunata), el Ancistrocerus haematodes rubropictus, el Pterocheilus ornatus fortunatus, y el Andrena wollastoni catula.